# 브루헤리아

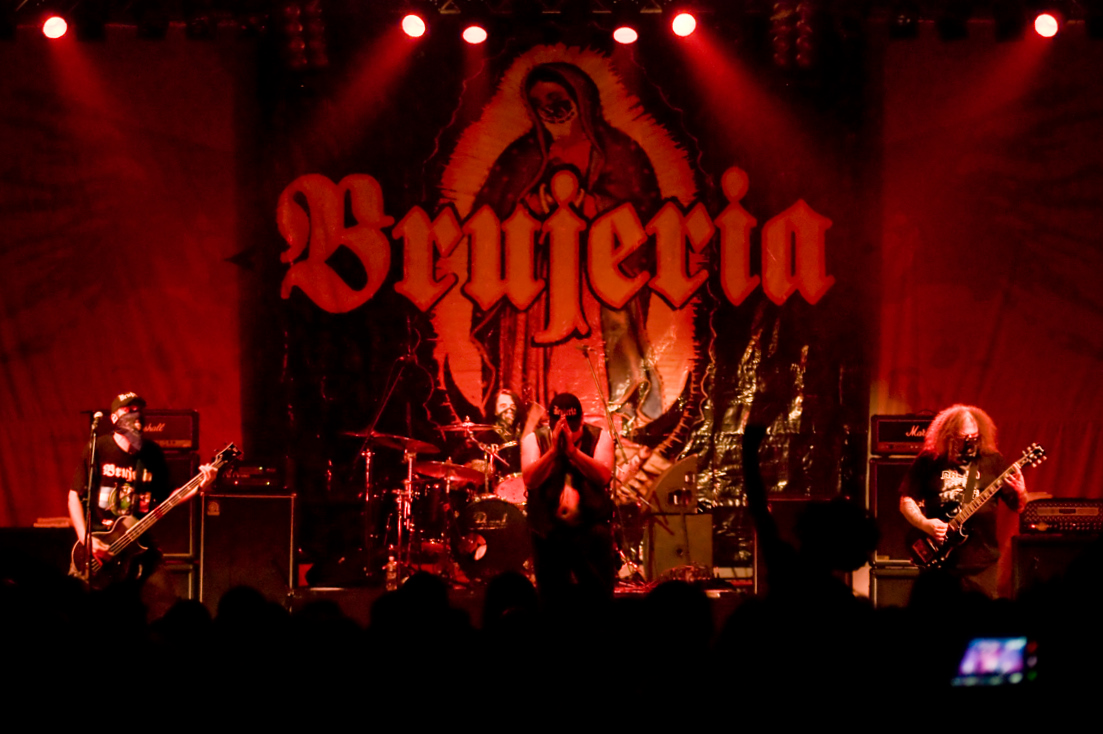
2009 시게트 페스티벌에서 공연하는 브루헤리아

브루헤리아(Brujeria, 스페인어 발음: [bɾuxeˈɾi.a])는 1989년 캘리포니아주 로스앤젤레스에서 결성된 미국의 익스트림 메탈 밴드이다. 이 밴드는 사탄주의, 반기독교, 섹스, 이민, 마약 밀수, 정치 등의 주제를 스페인어 가사로 사용한다. 브루헤리아는 여러 멤버가 히스패닉 및 라틴계 미국인인 멕시코 이미지를 묘사하고 밴드의 이름은 brujería(스페인어로 "마법"을 의미)를 나타낸다.
브루헤리아 동문으로는 피어 팩토리(Fear Factory) 기타리스트 디노 카자레스(Dino Cazares)와 드러머 레이먼드 헤레라(Raymond Herrera), 빌리 굴드(Billy Gould), 니콜러스 바커(Nicholas Barker), 제프 워커(Jeff Walker), 셰인 엠버리(Shane Embury)가 있다. 이들은 가명으로 공연하고 마약왕들(drug lords)로 구성된 라틴계 밴드로 자신을 묘사하며 FBI의 수배로 인하여 신분을 숨긴다. 밴드의 비디오와 사진에서 그들은 반다나(bandanas), 발라클라바(balaclavas), 세라피(serapes)를 착용하고 종종 마체 테를 휘두르는 모습을 보여준다.

## 밴드 구성원
타임라인

## 음반
- Matando Güeros (1993)
- Raza Odiada (1995)
- Brujerizmo (2000)
- Pocho Aztlan (2016)